# Waake
Waake es un municipio situado en el distrito de Gotinga, en el estado federado de Baja Sajonia (Alemania), a una altitud de 270 metros. Su población a finales de 2016 era de unos 1300 habitantes y su densidad poblacional, 160 hab/km².
Se encuentra ubicado a poca distancia al norte de la frontera con estado de Turingia.